# Kościół św. Katarzyny w Waliszewie
Kościół św. Katarzyny w Waliszewie – barokowy drewniany kościół parafialny w Waliszewie w gminie Kłecko, w powiecie gnieźnieńskim. 

## Historia budowli

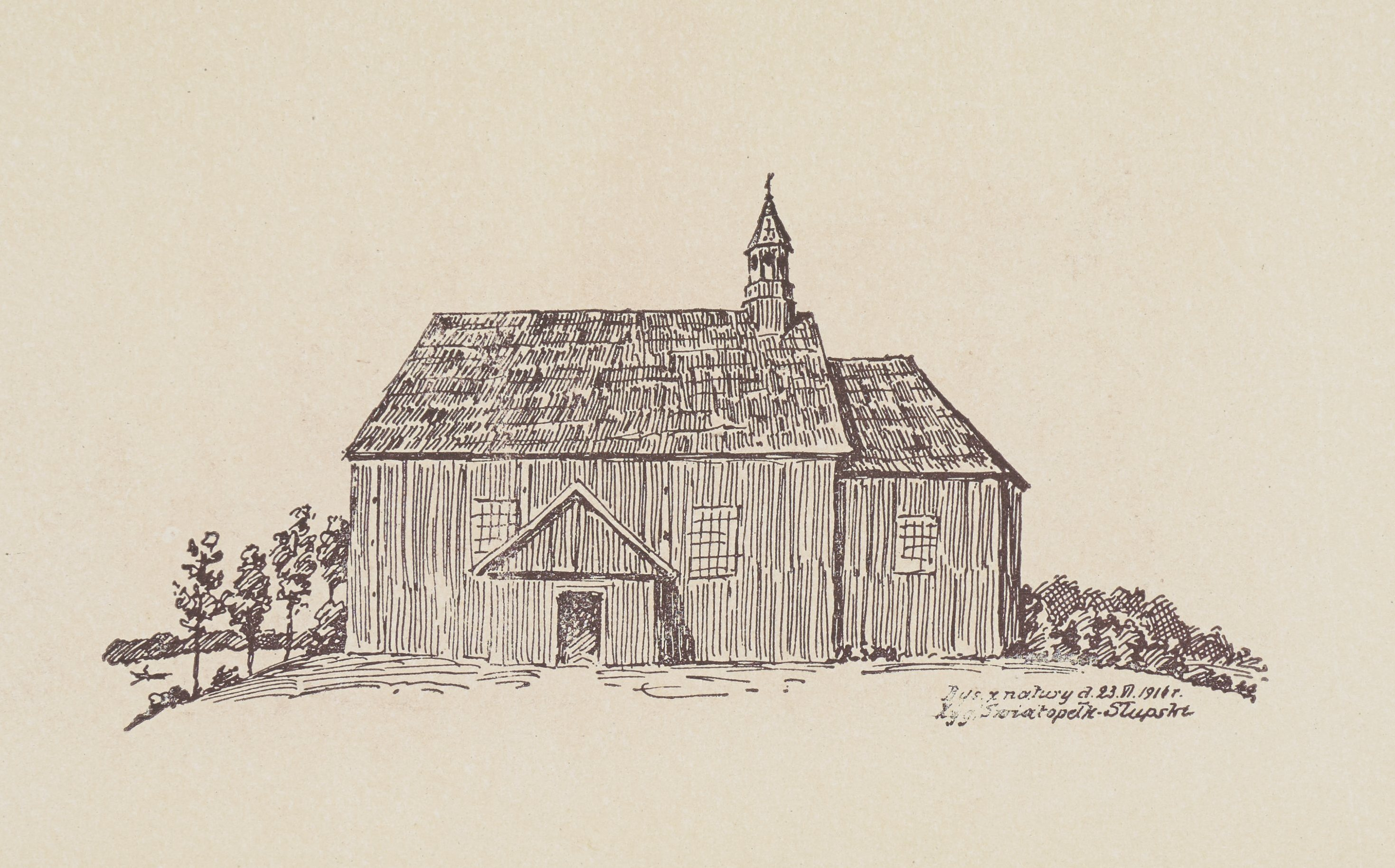
Widok kościoła przed 1917

Został wybudowany w 1759. Budowla została ufundowana przez kanonika gnieźnieńskiego Ludwika Riaucoura. Poddany restauracji w 1873, wnętrza zostały odnowione w 1973. 

## Budowa i wyposażenie
Kościół posiada konstrukcję zrębową i jedną nawę, jest świątynią orientowaną. Jego prezbiterium, znajdujące się od strony nawy jest zamknięte trójbocznie, z boku mieści się zakrystia. Kruchta umieszczona jest z pawej strony nawy. Dach świątyni ma dwie kalenice, jest nakryty gontem i posiada sześciokątną wieżyczkę na sygnaturkę. Jest ona zakończona daszkiem w kształcie ostrosłupa z gontem i krzyżem. Wewnątrz świątyni mieści się płaski sufit płaski pokrywający nawę i prezbiterium. Chór muzyczny jest podparty dwoma słupami. Belka tęczowa z datą wzniesienia świątyni „1759” i gotycką Grupą Ukrzyżowania pochodzi z 1 połowy XV wieku z poprzedniej budowli. Wnętrze reprezentuje styl barokowy i rokokowy. Ołtarz główny z rzeźbami św. Stanisława i św. Wojciecha został wykonany w XVII wieku w stylu barokowym, ambona i chrzcielnica pochodzą z XVIII wieku i reprezentują styl rokoko. Pod świątynią umieszczona jest krypta ze szczątkami Eleonory Zawackiej z 1811 roku.